# Qui a tué Bambi ?
Qui a tué Bambi ? és una pel·lícula francesa dirigida per Gilles Marchand, estrenada el 2003.

## Sinopsi
Infermera en pràctiques de cirurgia a l'hospital Trousseau de Tours on treballa la seva cosina Véronique (Catherine Jacob), Isabelle (Sophie Quinton) pateix un gran problema de salut: té marejos. L'ORL que consulta li diagnostica una greu anomalia de l'oïda interna, una afecció que requereix neurocirurgia. Es veu obligada a ser operada pel Dr. Philipp (Laurent Lucas). No obstant això, aquest neurocirurgià es comporta de manera estranya, especialment cap a ella, en particular amb el seu sobrenom Bambi mentre paradoxalment es manté amb una actitud gèlida. A més, durant la mateixa setmana, dos pacients van tenir un despertar sobtat durant la cirurgia, a causa d'una anomalia en la dosificació de la dilució anestèsica. Aleshores, un matí, una pacient asiàtica va desaparèixer de l'habitació que ocupava. I dos dies després, un pacient va morir sobtadament a la sala de recuperació. Isabelle, cada cop més preocupada pel comportament del doctor Philipp, comença a sospitar que ha robat dosis d'anestèsic presos amb una xeringa dels vials en estoc, a través de la càpsula de goma...

## Repartiment
- Sophie Quinton: Isabelle / Bambi
- Laurent Lucas: Dr. Philipp
- Catherine Jacob: Véronique, la cosina
- Yasmine Belmadi: Sami, el xicot, llitera a l'hospital

Després, per ordre alfabètic:
- Alexandra Ansidei: la jove pacient molt ansiosa que passa el seu temps muntant un scoubidou
- Marc Berman: el cirurgià que opera durant un dels incidents d'anestèsia
- Thierry Bosc: el director de l'hospital
- Anne Caillon: la infermera donant bons consells durant l'àpat al restaurant d'autoservei
- Dorothée Decoene: la primera pacient violada sota anestèsia
- Jean Dell: l'otorinolaringòleg
- Valérie Donzelli: Nathalie, interna de l'equip
- Lisa Huynh: la pacient asiàtica
- Jean-Claude Jay: el cirurgià de seixanta anys amb els cabells blancs
- Fily Keita: Marion, la jove interna negra durant el segon incident d'error d'anestèsia
- Marita Love: la jove pacient que mor d'una aturada cardíaca a la sala de recuperació
- Lucienne Moreau: la pacient gran, companya de pis de l'asiàtic
- Joséphine de Meaux: l'interna que parla poc però és observadora
- Sophie Medina: Carole, una altra infermera en pràctiques negra
- Michèle Moretti: Plantilla:Mme Vachon, la degana i infermera cap del departament
- Françoise Pinkwasser: la infermera que descriu fredament la cirurgia cranial
- Aladin Reibel: l'anestesiòleg acusat dues vegades d'error de dosificació
- Catherine Salvini: la formadora d'infermeres, responsable de les pràctiques a l'inici de la pel·lícula i que trobem acompanyant la seva aprenent a l'ambulància a l'última escena de la pel·lícula.
- Lucia Sanchez: la infermera d'origen espanyol a l'habitació d'un pacient al principi de la pel·lícula

## Llançament i crítica
Es va projectar fora de competició al 56è Festival Internacional de Cinema de Canes de 2003.
A Rotten Tomatoes, la pel·lícula té una puntuació d'aprovació del 43%, basada en 21 ressenyes, amb una puntuació mitjana de 5,4/10. A Metacritic la pel·lícula té una puntuació de 47 sobre 100, basada en vuit crítics, que indica " crítiques mixtes o mitjanes".

## Reconeixements
| Award / Film Festival | Category                  | Recipients and nominees | Result  |
| --------------------- | ------------------------- | ----------------------- | ------- |
| Premis César          | Millor primera pel·lícula |                         | Nominat |
| Premis César          | Millor actriu revelació   | Sophie Quinton          | Nominat |